# Дома 1124 км
Дома 1124 км — сельский населённый пункт в Ярском  муниципальном округе Удмуртии Российксой Федерации. 

## История
Входил в состав Бармашурского сельского поселения до его упразднения  25 мая 2021 года согласно Закону Удмуртской Республики от 11.05.2021 № 42-РЗ.

## Население
| 2010 | 2012 |
| ---- | ---- |
| 5    | ↗8   |